# Джакометто Венециано
Джакоме́тто Венециа́но (итал. Jacometto Veneziano, работал в конце XV века) — итальянский живописец, работавший в Венеции между 1460 и 1480 годом.

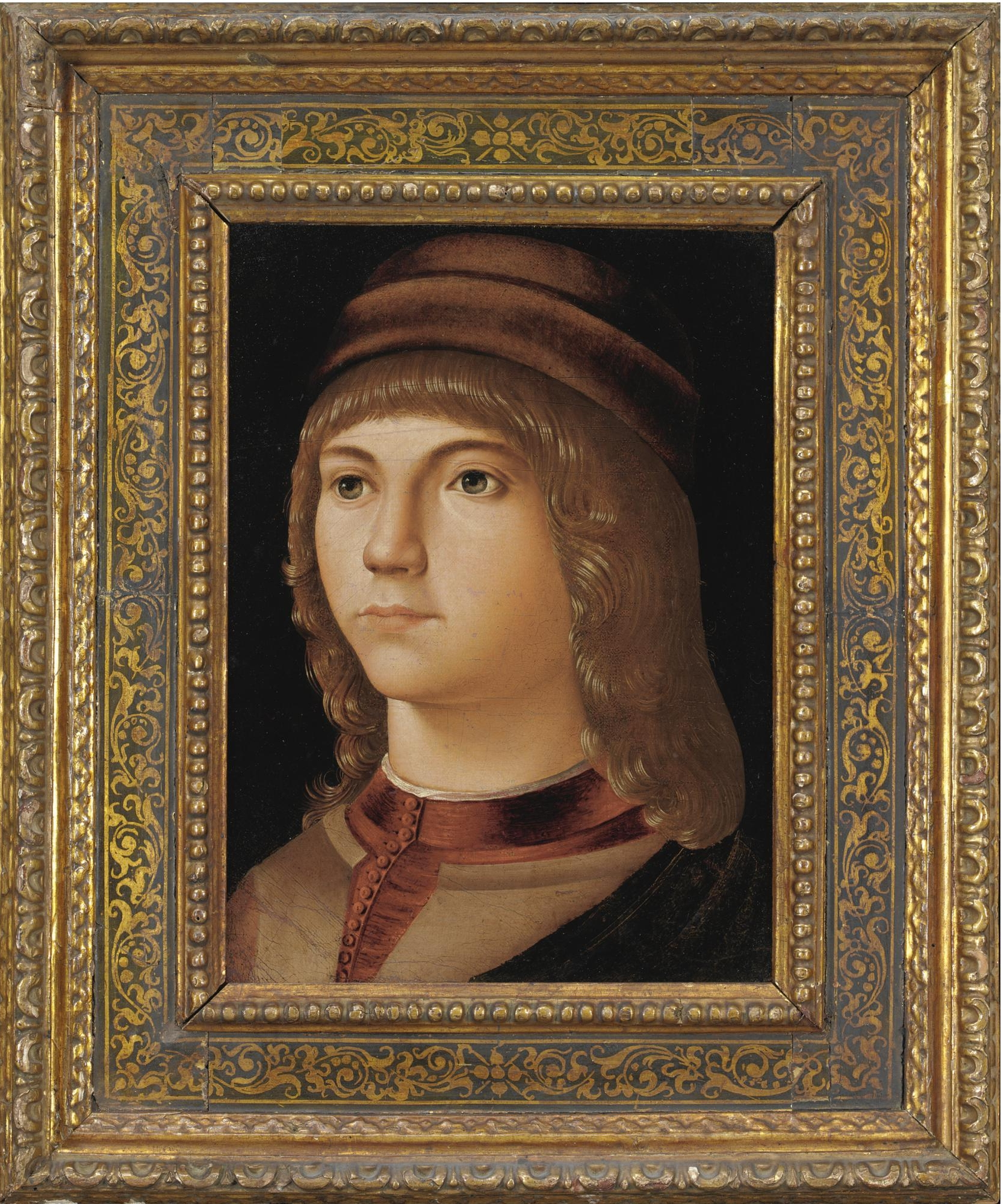
Портрет юноши. 1480-85 гг, частное собрание

## Биография и творчество
О художнике, известном как Джакометто Венециано (то есть «венецианец Джакометто»), не сохранилось никаких архивных документов. Неизвестны ни дата его рождения, ни дата смерти, не сохранилось ни одного подписанного им произведения, не существует ни одного хотя бы приблизительного описания его жизни и творчества. Судя по всему, Джакометто — это прозвище, восходящее к имени Джакомо или Джакопо, но все попытки привязать имя «Джакометто» к каким-либо реальным историческим личностям, известным из документов, пока не увенчались успехом. О существовании художника Джакометто известно из двух источников: письма гуманиста Микеле ди Плачола к Эрмолао Барделино, написанного в сентябре 1497 года, в котором содержится высокая оценка его мастерства, и дневника, составленного в первой пол. XVI века венецианским гуманистом и коллекционером искусства, аристократом Маркантонио Микьелем, где тот описывает картины и миниатюры Джакометто, виденные им в домах аристократов Падуи и Венеции (об этих работах Микьель часто пишет в самых восторженных тонах). Из дневника Микьеля следует, что эти произведения были скромного формата — рисунки, миниатюры в книгах, небольшие портреты и изображения святых. В одном случае он довольно подробно описал два портрета в собрании Контарини, на которых были изображены Альвизе Контарини, умерший незадолго до того, и его супруга, монахиня Сан Секондо; на обороте одного портрета был изображён олень на фоне пейзажа.

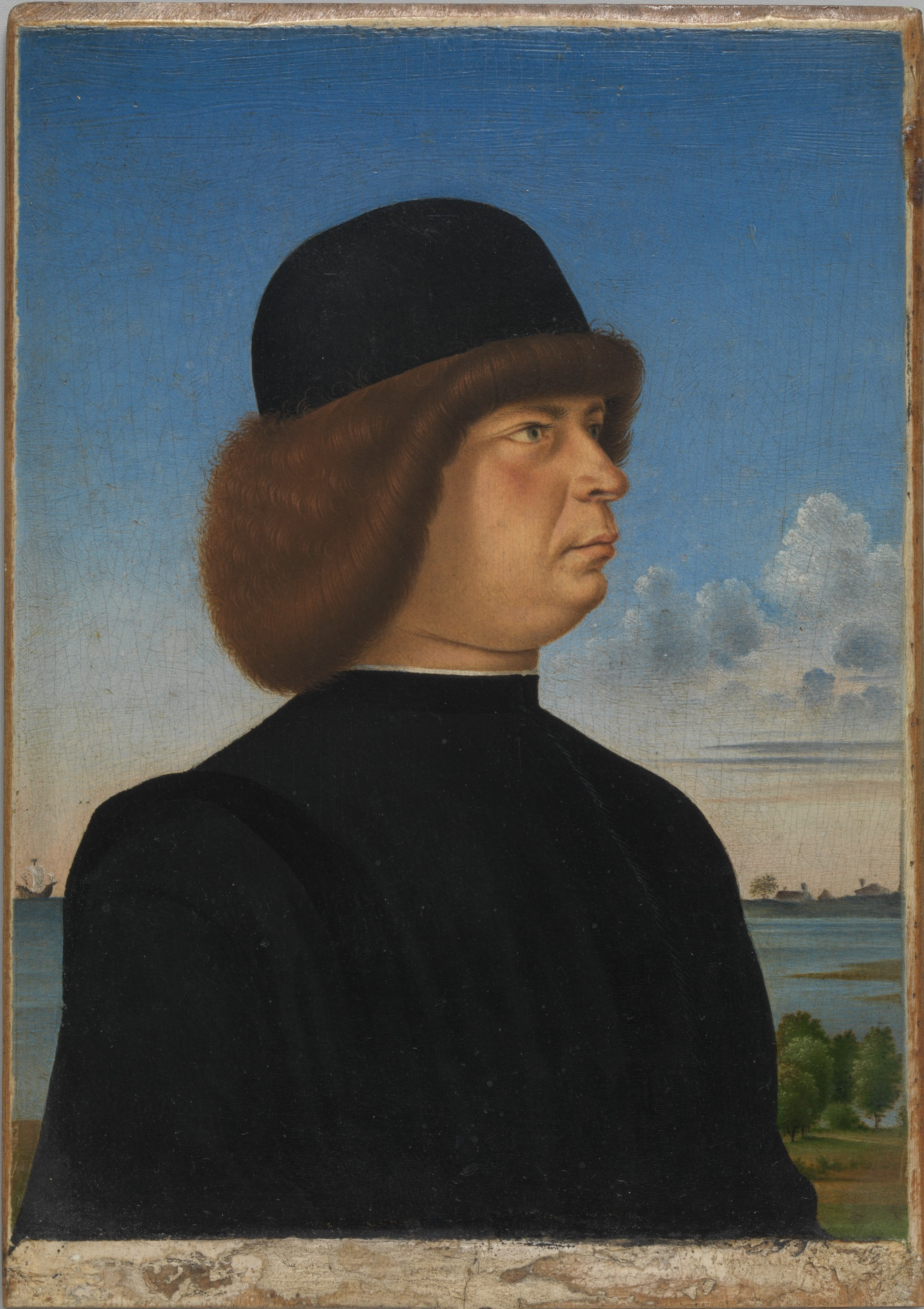
«Портрет Альвизе Контарини (?)» Музей Метрополитен, Нью Йорк
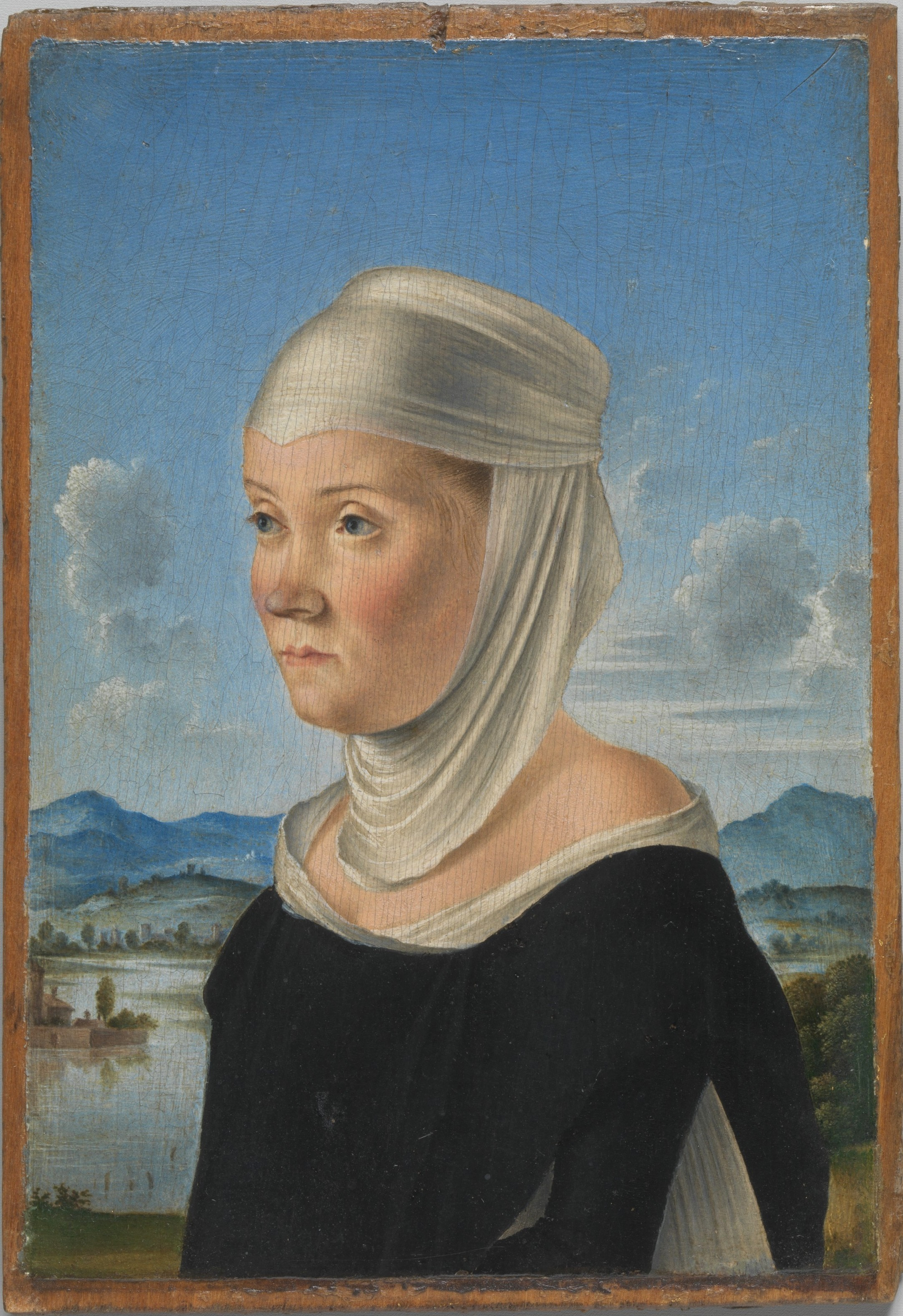
«Портрет женщины» 9.5х6,4 см; Музей Метрополитен, Нью Йорк)
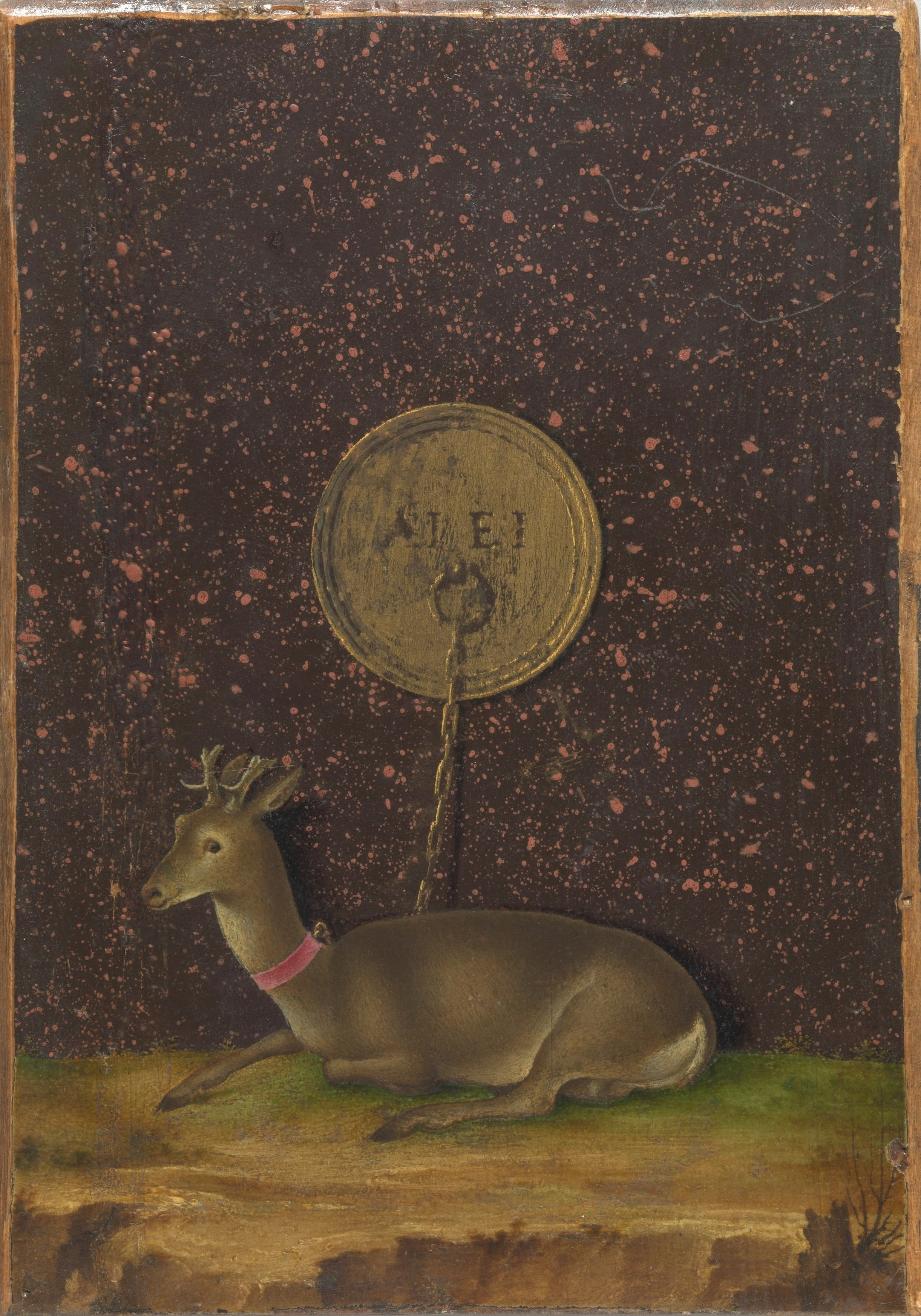
«Олень на фоне пейзажа», оборотная сторона «Портрета Альвизе Контарини»

Отталкиваясь от описаний Маркантонио Микьеля, исследователи в середине XX века обнаружили похожие портреты в частной коллекции Лемана (ныне в Нью Йорке, Музей Метрополитен). И хотя идентификация этих произведений вызвала полемику (в частности, высказывались сомнения относительно «Портрета монахини», так как женщина обряжена в светскую одежду), тем не менее, их атрибуция Джакометто в целом была принята и стала традиционной. Два этих портрета послужили отправной точкой для определения стилистически близких работ и составления небольшого каталога произведений Джакометто. Во всех работах, приписанных мастеру, видно влияние выдающегося портретиста конца XV века Антонелло да Мессины и венецианца Джованни Беллини. Некоторые произведения, как, например, «Женский портрет» из Государственного музея в Амстердаме, разные эксперты приписывают то Витторе Карпаччо, то Джакометто, то Джованни Беллини.
Отсутствие каких либо конкретных данных о жизни художника послужило причиной различных спекуляций и предположений. Например, итальянский исследователь Мауро Лукко, автор фундаментального каталога работ Антонелло да Мессины, считает, что Джакометто — прозвище сына этого художника, настоящее имя которого Якобелло ди Антонелло. Кроме того, временные рамки творчества Джакометто не имеют чётких границ: из имеющихся данных можно заключить, что они располагаются между 1472 годом, когда он написал портрет Карло Бембо, сына Бернардо Бембо (портрет считается ныне утраченным), и 10 сентября 1497 года, когда в письме с этой датой гуманист Микеле ди Плачола высказывает о художнике Джулио Кампаньоле мнение, что фигуры в его миниатюрах не хуже, чем у покойного Джакометто, который был лучшим на свете, то есть к этому времени художника уже не было в живых. Из существующих данных следует, что Джакометто Венециано в первую очередь был известен как художник-миниатюрист; это, вероятно, было его основной профессией. Над станковыми произведениями он работал реже, и это, как правило, были небольшого формата произведения, в основном портреты, выполненные в манере Антонелло да Мессины, достаточно тонкие и психологически выверенные.

## Основные произведения, приписанные Джакометто
- «Портрет Альвизе Контарини (?)» (Музей Метрополитен, Нью Йорк) — датируется 1485-95 годами; по всей вероятности тот самый портрет Альвизе Контарини, который в своих дневниках описал Маркантонио Микьель. На оборотной стороне — олень на фоне пейзажа.
- «Портрет женщины» (9.5х6,4 см; Музей Метрополитен, Нью Йорк) — датируется 1485-95 гг, вероятно, тот самый портрет монахини из Сан Секондо, который описывал Микьель в своих дневниках. На оборотной стороне рисунок, выполненный в технике гризайля.
- «Портрет венецианского сенатора» («Портрет Бартоломео Чеполла»; 32,7х24,8 см; Музей Лоу, Университет Майами); датируется 1470и годами, имеет стилистическое сходство с «Мужским портретом» из Лондонской национальной галереи.
- «Портрет юноши» (30х20 см; Частное собрание); ранее приписывался Витторе Карпаччо. Датируется 1480-85 годами.
- «Портрет молодого человека» (27,9х 21 см; Музей Метрополитен, Нью Йорк) датируется 1480и годами; портрет стилистически близок работе Антонелло да Мессины из Национальной галереи искусства, Вашингтон: изображён юноша с модной в 1480-90х годах в Венеции причёской «цзаццера» (ит. zazzera — космы, патлы, то есть длинные волосы).
- «Портрет женщины» (34 x 27.5 см; Музей искусства, Филадельфия) — датируется 1470-и годами; на обороте имеет надпись на латыни — эпиграмму, которую обычно писали по поводу людей, проживших жизнь в тщеславной суете и мимолётных удовольствиях. Изображена немолодая и некрасивая дама с длинным носом; довольно жёсткий реализм произведения навел некоторых экспертов на мысль, что это, возможно, работа Якопо де Барбари.
- «Портрет мужчины» (26х19 см; Национальная галерея, Лондон), написан в смешанной технике — темперой и маслом, датируется 1490-и годами; на оборотной стороне надпись — строка из Оды Горация.
- «Портрет юноши» (22,9х19,7 см; Национальная галерея, Лондон), написан смешанной техникой — темперой и маслом; стилистически очень близок «Портрету молодого человека» из Музея Метрополитен.
- «Портрет женщины» (30,5х24 см; Музей искусства, Кливленд). Датируется 1490-ми годами. Предполагают, что он тоже может быть тем самым «Портретом монахини из Сан Секондо», который описывал Микьель. Конвент Сан Секондо был предназначен для дочерей из самых знатных венецианских семейств, и до 1515 года у монахинь не было единой формы одежды, то есть в выборе одежды женщинам была предоставлена свобода. Возможно, что описанным портретом мог быть как этот, так и портрет из музея Метрополитен.
- «Портрет женщины» (28.5 × 22.5 см; Государственный музей, Амстердам), 1490 гг. Параллельно приписывается Витторе Карпаччо и Джованни Беллини.
- «Святой Себастьян» (Академия Каррара, Бергамо) — единственное произведение не портретного жанра, которое есть в каталоге Джакометто (сегодня считают, что его автором является Бартоломео Монтанья).

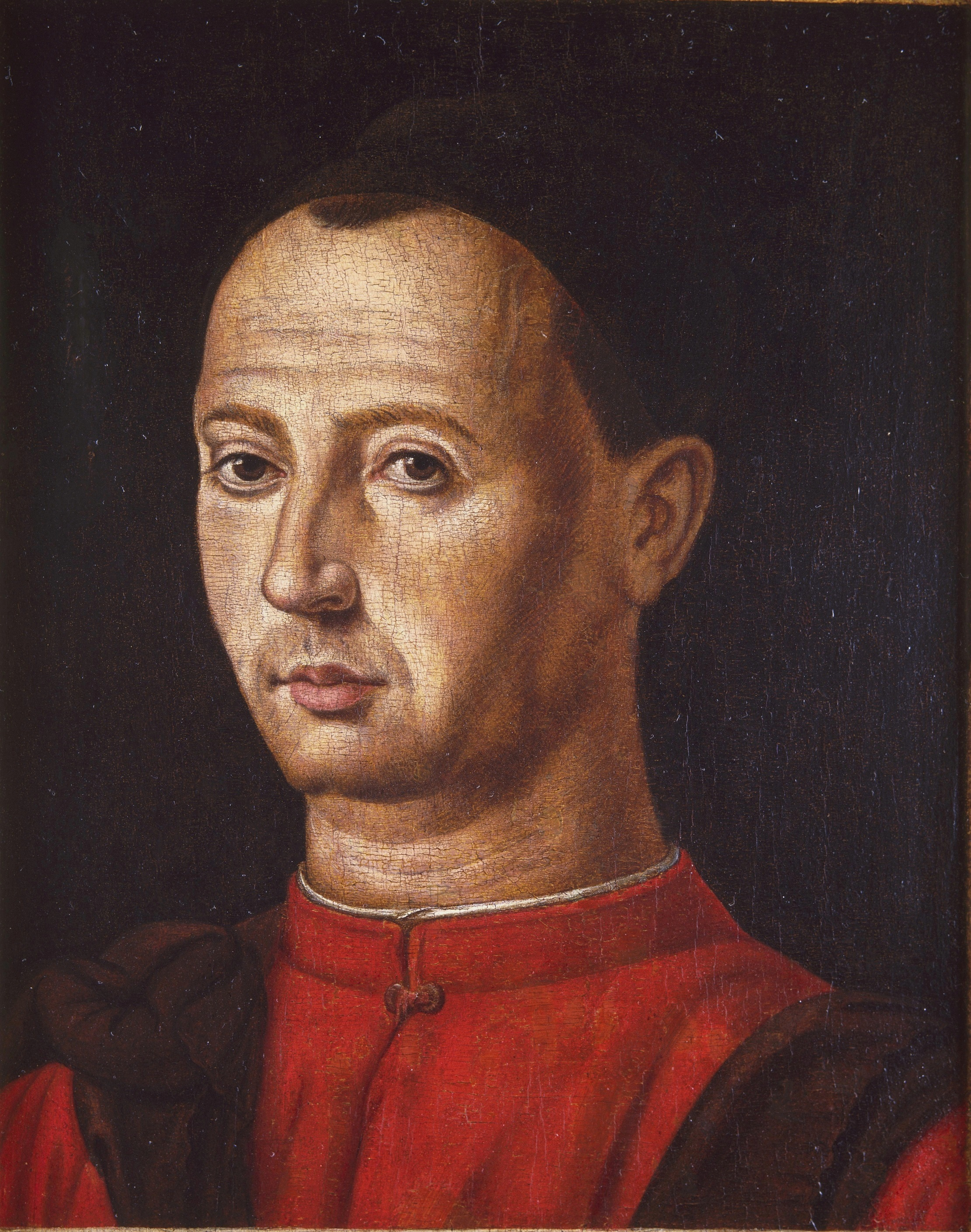
«Портрет Бартоломео Чеполла»; 32,7х24,8см; Музей Лоу, Университет Майами
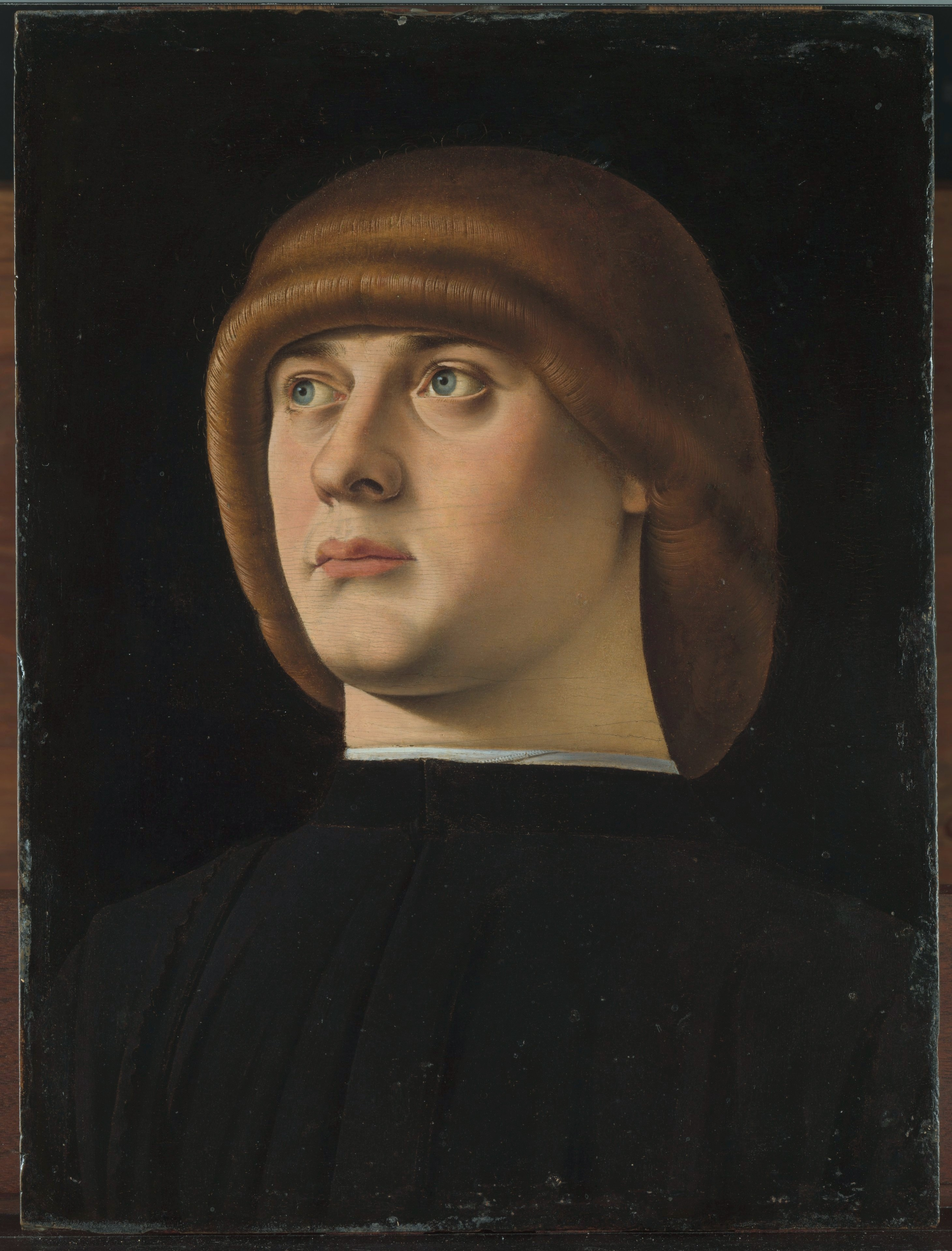
«Портрет молодого человека» 27,9х 21 см; Музей Метрополитен, Нью Йорк
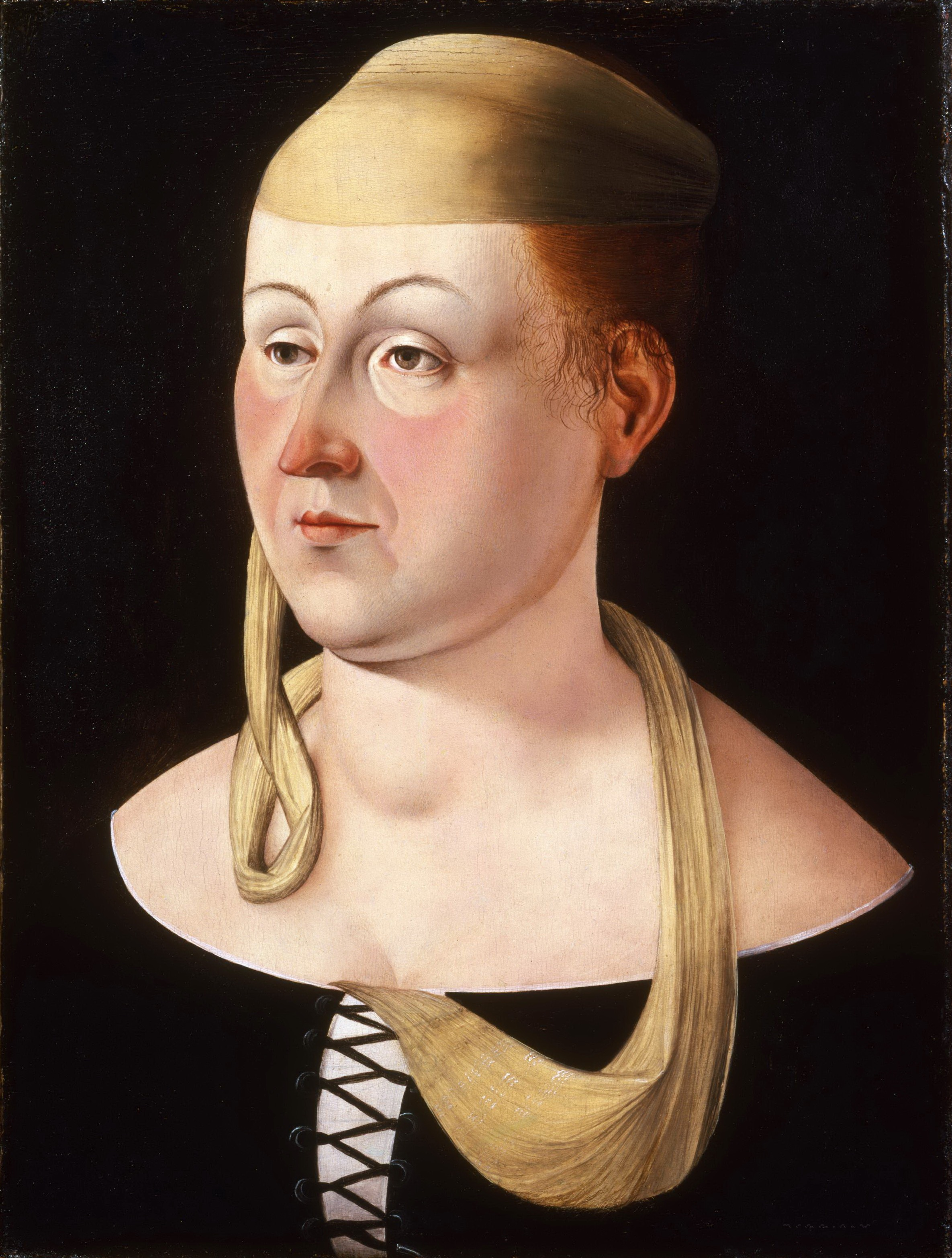
«Портрет женщины» 34 x 27.5 см; Музей искусства, Филадельфия
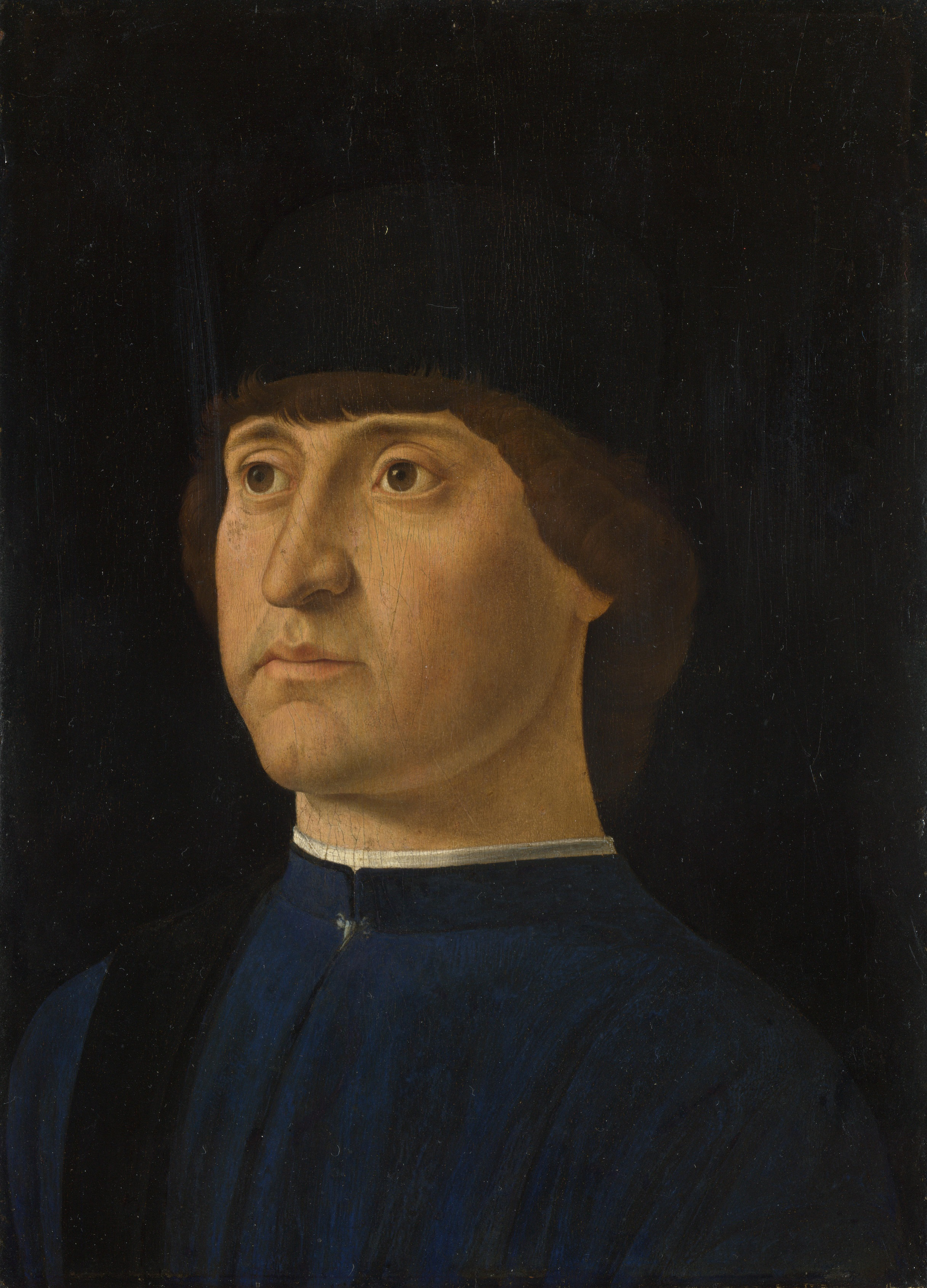
«Портрет мужчины» 26х19см; Национальная галерея, Лондон
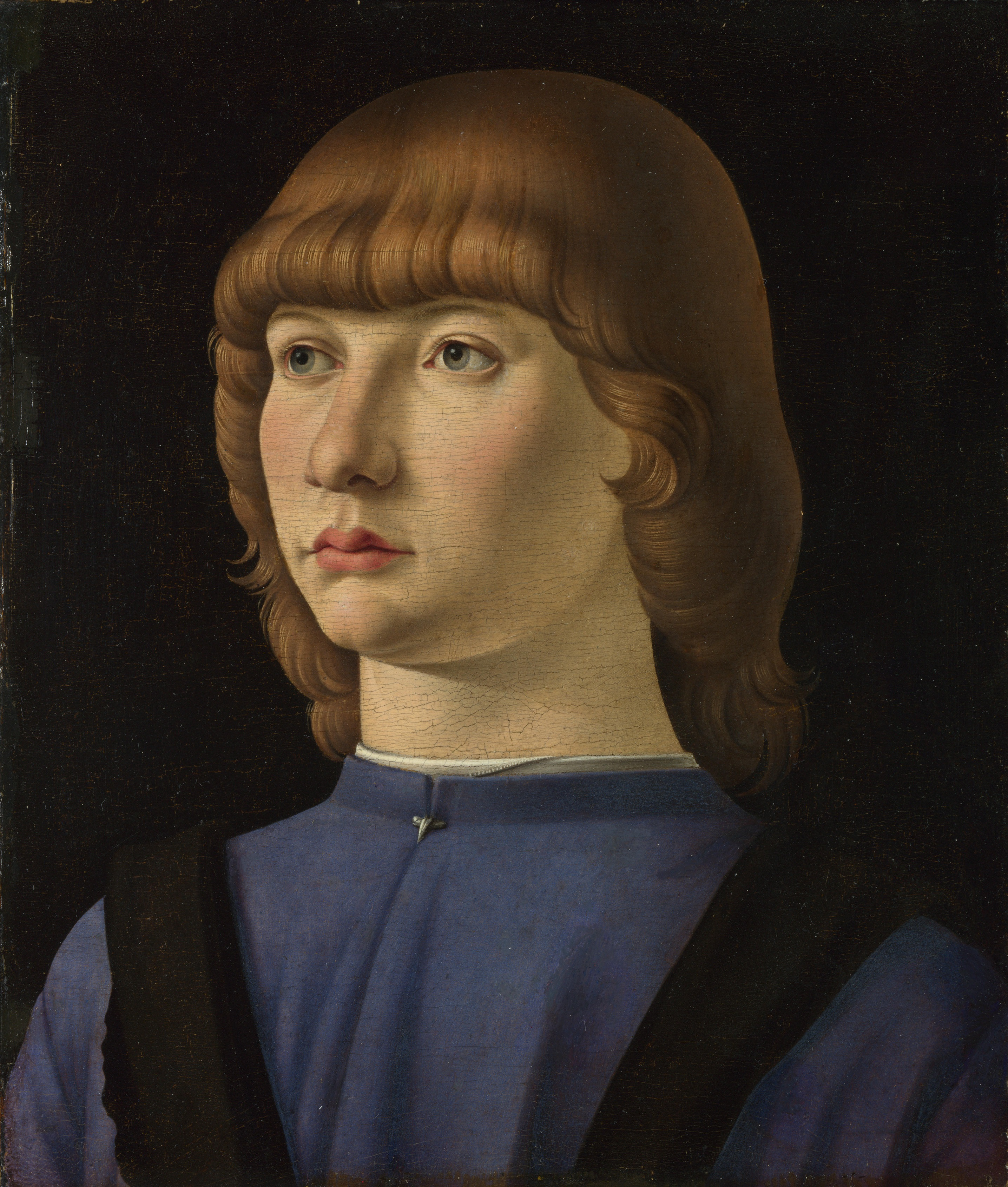
«Портрет юноши» 22,9х19,7 см; Национальная галерея, Лондон
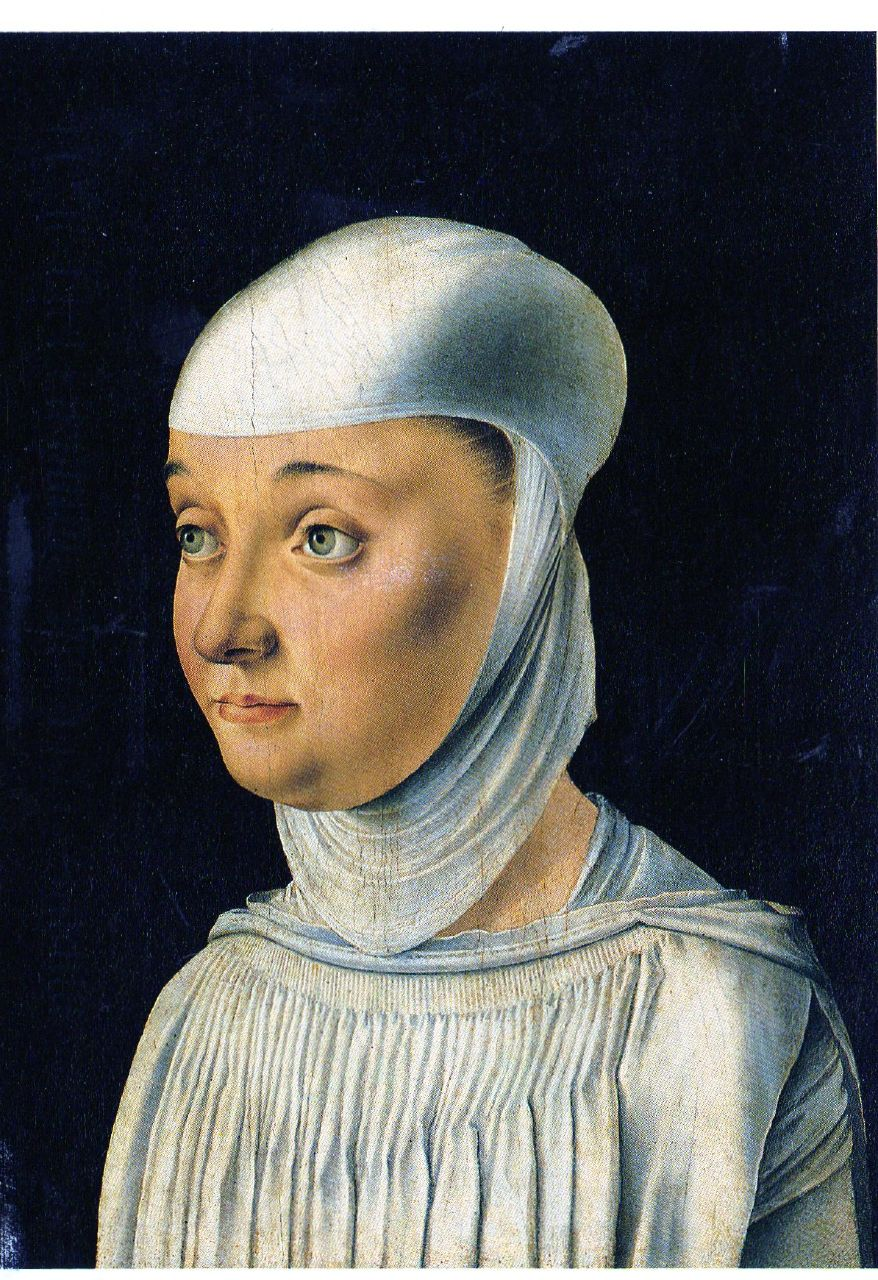
«Портрет женщины» 30,5х24см; Музей искусства, Кливленд
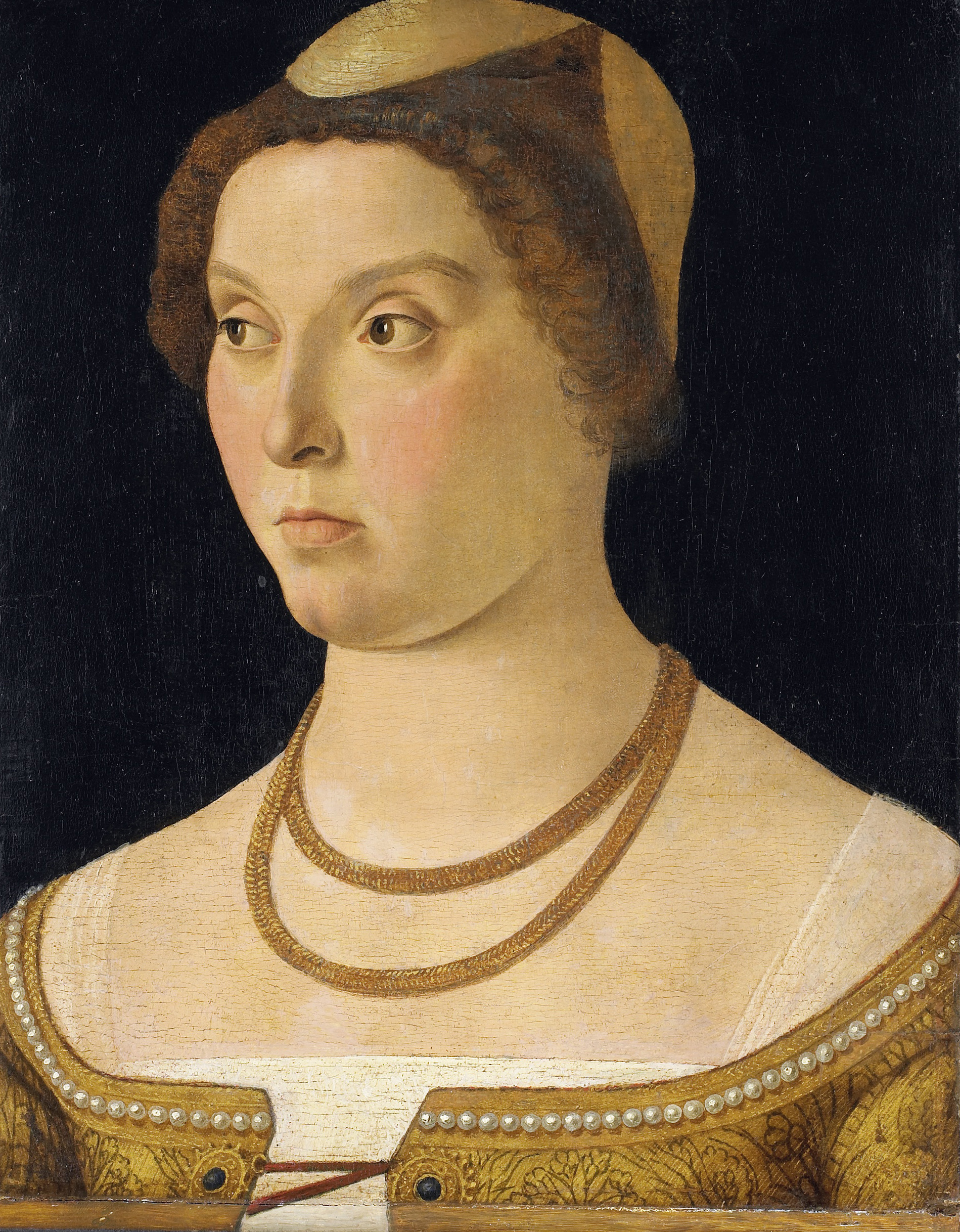
«Портрет женщины»  28.5 × 22.5 см, Государственный музей, Амстердам
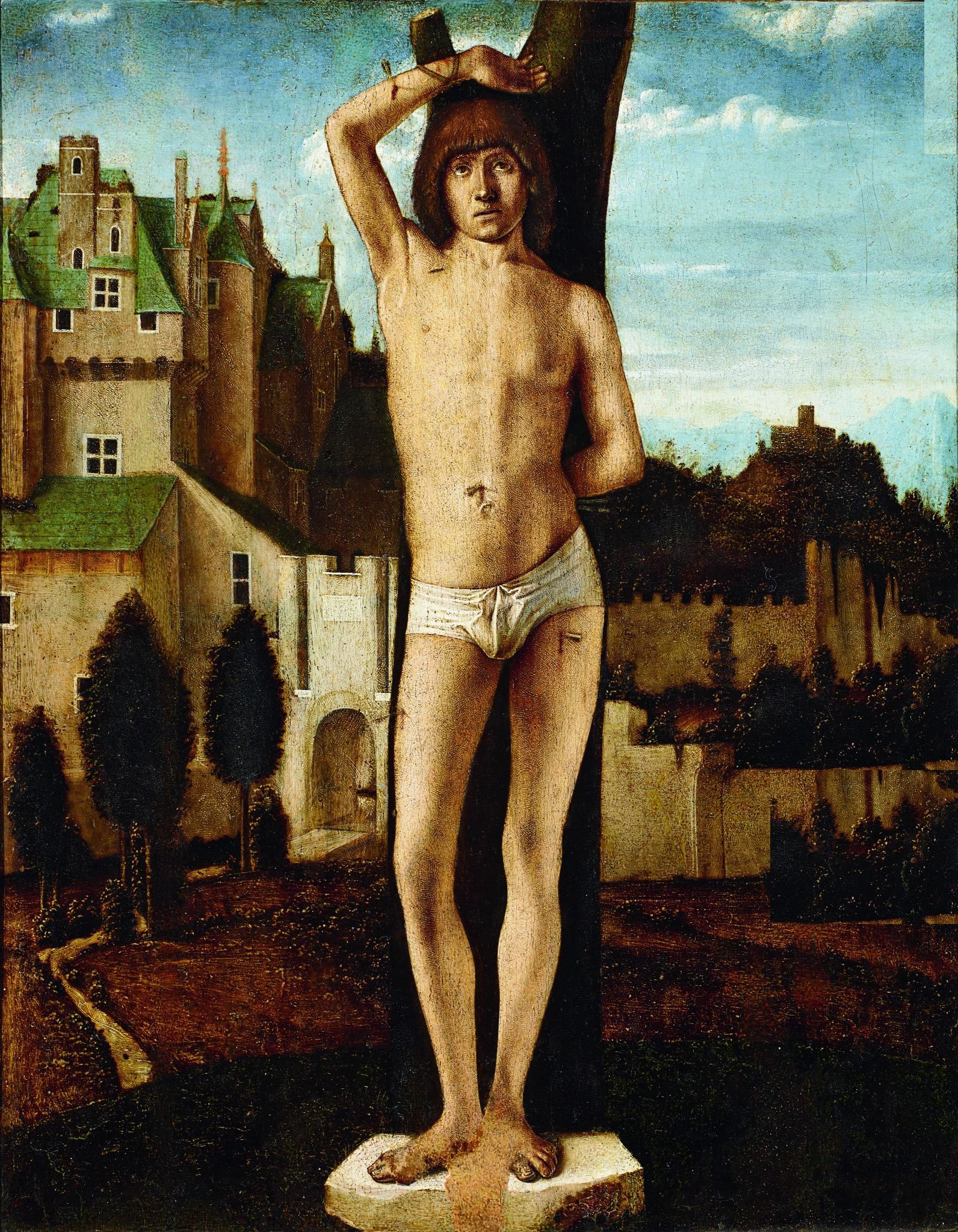
«Святой Себастьян» 34x26 см, Академия Каррара, Бергамо

Джакометто также приписывают рисунки-инициалы в 37 томах «Естественной истории» Плиния, хранящейся в коллекции Холкем-холла, Англия. Книга была переведена на итальянский Кристофоро Ландино и отпечатана в Венеции в 1476 году Николасом Йенсеном. Однако по другой версии автором рисунков является анонимный Мастер Путти. Несколько иных миниатюр, приписываемых Джакометто, столь же недостаточно твёрдо атрибутированы, в частности, прекрасные миниатюры в «Псалтири» из Бодлеянской библиотеки в Оксфорде, которые, по всей вероятности, были созданы не Джакометто, а Джироламо да Кремона.